# UK Health Security Agency
La UK Health Security Agency (UKHSA, "Agenzia di sicurezza sanitaria del Regno Unito") è un'agenzia governativa britannica, responsabile dall'aprile 2021 dei servizi di protezione della salute pubblica in tutta l'Inghilterra, e che sostituisce Public Health England. È un'agenzia esecutiva del Dipartimento britannico della salute e dell'assistenza sociale.

## Ruolo
Le responsabilità dell'UKHSA includono:
- Le funzioni di protezione della salute precedentemente svolte da Public Health England [1]
- Pianificazione ed esecuzione della risposta a minacce esterne alla salute pubblica, come le pandemie [2]
- Il Centro congiunto di biosicurezza [3]
- I servizi diagnostici e di controllo del COVID-19 [3]
- Regolamento dei dispositivi diagnostici per coronavirus [4]

UKHSA collabora con le agenzie di salute pubblica scozzese, gallese e nordirlandese.